# Czepiak czarnoręki
Czepiak czarnoręki (Ateles geoffroyi) – gatunek ssaka naczelnego z podrodziny czepiaków (Atelinae) w obrębie rodziny czepiakowatych (Atelidae).

## Taksonomia
Gatunek po raz pierwszy zgodnie z zasadami nazewnictwa binominalnego opisał w 1820 roku niemiecki przyrodnik Heinrich Kuhl, nadając mu nazwę Ateles geoffroyi. Kuhl nie wskazał miejsca typowego; w 1944 roku Remington Kellogg i Edward Alphonso Goldman na miejsce typowe wyznaczyli San Juan de Nicaragua, w Nikaragui. Holotyp to dorosła samica ze zbiorów Muzeum Historii Naturalnej w Paryżu, pozyskana z menażerii w 1819 roku.
A. geoffroyi jest wysoce zmiennym gatunkiem, zarówno jeśli chodzi o cechy indywidualnie, jak i rozmieszczenie geograficznie, a jego taksonomia może wymagać rewizji. Wyróżniano do ośmiu podgatunków: geoffroyi, azuerensis, frontatus, grisescens, panamensis, ornatus, vellerosus i yucatanensis. Na podstawie danych molekularnych takson yucatanensis jest synonimem vellerosus, a takson panamensis jest synonimem ornatus. Podgatunek grisescens jest jednak taksonem o wątpliwej ważności, ponieważ nigdy nie był obserwowany na wolności i jest przedmiotem jednej i to raczej ubogiej relacji dotyczącej okazu będącego w niewoli. W Panamie istnieje strefa, w której występują mieszańce między podgatunkiem A. geoffroyi ornatus a gatunkiem A. fusciceps.
Autorzy Illustrated Checklist of the Mammals of the World rozpoznają sześć podgatunków. Podstawowe dane taksonomiczne podgatunków (oprócz nominatywnego) przedstawia poniższa tabelka:
| Podgatunek       | Oryginalna nazwa  | Autor i rok opisu | Miejsce typowe | Holotyp |
| ---------------- | ----------------- | ----------------- | --- | --- |
| A. g. azurensis  | Ateles azuerensis | Bole, 1937        | Altos Negritos, 10 mi (16 km) na wschód od zatoki Montijo (część ostrogi tworzącej południową przegrodę melioracyjną Rio Negro, na wysokości 500 ft (152 m)), Mariato Suay, prowincja Veraguas, Panama. | Dorosła samica (sygnatura CMNH 1235) ze zbiorów Cleveland Museum of Natural History; okaz zebrany 23 marca 1932 roku przez Ignacio Alvarado.                                                     |
| A. g. frontatus  | Eriodes frontatus | J.E. Gray, 1842   | Port Culebra, zatoka Culebra, Guanacaste, Kostaryka. | Dorosła samica (sygnatura BMNH Mammals 1842.10.30.4) ze zbiorów Muzeum Historii Naturalnej w Londynie; okaz zebrany przez Edwarda Belchera.                                                      |
| A. g. grisescens | Ateles grisescens | J.E. Gray, 1866   | Rzeka Tuyra, Darien, południowo-wschodnia Panama. | Dorosły osobnik (sygnatura BMNH Mammals 1865.4.20.2) ze zbiorów Muzeum Historii Naturalnej w Londynie; okaz zebrany przez Edwarda Greena.                                                        |
| A. g. ornatus    | Ateles ornatus    | J.E. Gray, 1870   | Cuabre, Talamanca, Limon, południowo-wschodnia Kostaryka. | Młodociany osobnik (sygnatura BMNH Mammals 1850.1.26.2) ze zbiorów Muzeum Historii Naturalnej w Londynie.                                                                                        |
| A. g. vellerosus | Ateles vellerosus | J.E. Gray, 1866   | El Mirador, około 15 mi (24 km) na północny wschód od Huatusco, na wysokości 2000 ft (610 m), Veracruz, Meksyk.                                                                                         | Okazy typowe ze zbiorów Muzeum Historii Naturalnej w Londynie: dorosła samica (sygnatura BMNH Mammals 1843.9.14.3) i dwie młodociane samice (sygnatura BMNH Mammals 1845.11.2.2 i 1845.12.8.16). |

### Etymologia
- Ateles: gr. ατελης atelēs „niedoskonały”; w aluzji do braku kciuka[31].
- geoffroyi: prof. Étienne Geoffroy Saint-Hilaire (1772–1844), francuski przyrodnik[32]
- azurensis: półwysep Azuero, Panama[11].
- frontatus: nowołac. frontatus „z przodu”, od łac. frons, frontis „czoło, brew”[33].
- grisescens: nowołac. griscescens, griscescentis „szarawy, coś szarego”, od średniowiecznołac. griseum „szary”[34].
- ornatus: łac. ornatus „ozdobny, strojny, ozdobiony, znakomity”, od ornare „ozdobić”[35].

## Zasięg występowania
Czepiak czarnoręki występuje w zależności od podgatunku:
- A. geoffroyi geoffroyi – czepiak czarnoręki – południowa i południowo-wschodnia Nikaragua; być może również północna Kostaryka.
- A. geoffroyi azurensis – czepiak półwyspowy – południowo-środkowa Panama, znany tylko z zachodniej strony półwyspu Azuero; być może również na zachód wzdłuż wybrzeża Oceanu Spokojnego do półwyspu Burica, w pobliżu granicy Panamy z Kostaryką.
- A. geoffroyi frontatus – czepiak czarnobrewy – północna i zachodnia Nikaragua i północno-zachodnia Kostaryka.
- A. geoffroyi grisescens – czepiak kapturowy – południowa Panama wzdłuż wybrzeża Oceanu Spokojnego w dolinie rzeki Tuyra i na południowy wschód przez Serrania del Sapo w skrajnie południowo-wschodniej Panamie do Cordillera de Baudó w północno-zachodniej Kolumbii.
- A. geoffroyi ornatus – czepiak panamski – środkowo-wschodnia Kostaryka i Panama (od prowincji Chiriquí do Serranía de San Blas na wschód od Strefy Kanału Panamskiego).
- A. geoffroyi vellerosus – czepiak trójbarwny – wschodni i południowo-wschodni Meksyk (wschodnie San Luis Potosí, Veracruz, Tabasco, wschodnia Oaxaca, Chiapas i półwysep Jukatan), Belize, Gwatemala, Salwador i Honduras (wzdłuż północnego wybrzeża do La Mosquitia w departamencie Gracias a Dios).

## Morfologia
Długość ciała (bez ogona) samic 31–45 cm, samców 39–63 cm, długość ogona samic 64–75 cm, samców 70–86 cm; masa ciała samic 6–9,4 kg, samców 7,4–9 kg. Barwa od złotobrązowej do czerwonej lub ciemnobrązowej; dłonie i stopy czarne. Głowa stosunkowo mała. Kciuk zredukowany; małpa wykorzystuje palce dłoni i stóp jak haki, na których kołysze się na gałęziach.

## Ekologia

### Pożywienie
Liście, pędy, owoce, nasiona, niekiedy kora drzew.

### Rozród
Po ciąży trwającej 210–225 dni rodzi się tylko 1 młode. Uważa się, że czepiak czarnoręki rozmnaża się co 3 lata.

### Inne informacje
Długość życia w niewoli wynosi ponad 30 lat. Ogon działa jak piąta kończyna i podczas zwisania może utrzymać ciężar całego ciała. Może być również używany do podnoszenia przedmiotów. Podczas rzadkich wizyt na ziemi czepiak może biegać na dwóch nogach.

## Poziom zagrożenia
W Czerwonej księdze gatunków zagrożonych Międzynarodowej Unii Ochrony Przyrody i Jej Zasobów został zaliczony do kategorii EN (ang. endangered ‘zagrożony’). Zagrożony w wyniku utraty siedlisk i polowań; niektóre podgatunki wyginęły na wielu obszarach.